# Vallée des momies dorées

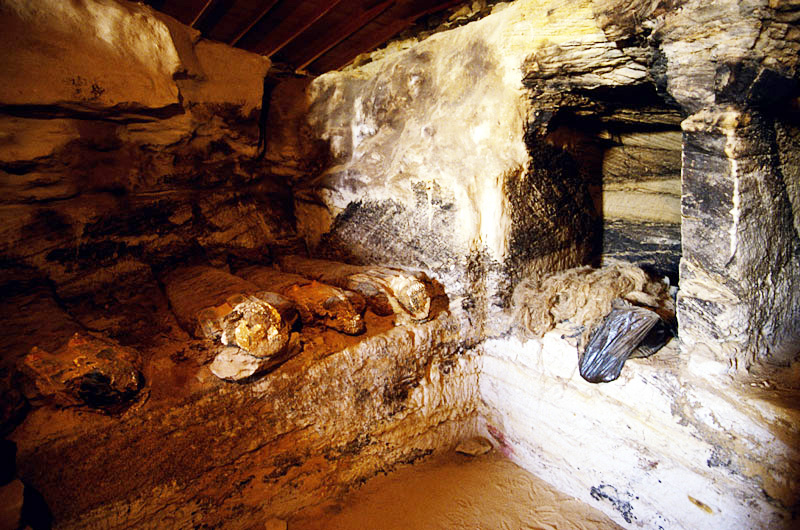
Paroi arrière et latérale de la tombe Nr. 54, Vallée des momies dorées, el-Bahriya, désert libyen, Égypte.

La vallée des momies dorées est un immense site funéraire à l'oasis de Bahariya dans le désert occidental de l'Égypte, datant de la période gréco-romaine. Découverte en 1996 par Zahi Hawass et son équipe égyptienne, environ deux cent cinquante momies d'environ deux mille ans ont été retrouvées sur plusieurs saisons. Finalement un total de plus de dix mille momies a été découvert.

## Aperçu
Beaucoup de momies étaient encore en bon état lorsqu'elles ont été découvertes par Hawass et son équipe. Ils étaient décorés de nombreux styles différents. Il y avait quatre styles généraux des momies à Bahariya. Le premier style, qui a été trouvé sur une soixantaine de momies, a un masque doré couvrant le visage et un gilet doré représentant différentes scènes de dieux et de déesses sur la poitrine. Le second style est recouvert de cartonnage, représentant des scènes de dieux tels qu'Anubis, le dieu de la momification, et ses quatre enfants. Le troisième style n'était pas décoré d'or ou de cartonnage, mais plutôt placé à l'intérieur d'un anthropoïde, un cercueil de poterie. Le quatrième style était recouvert de lin.

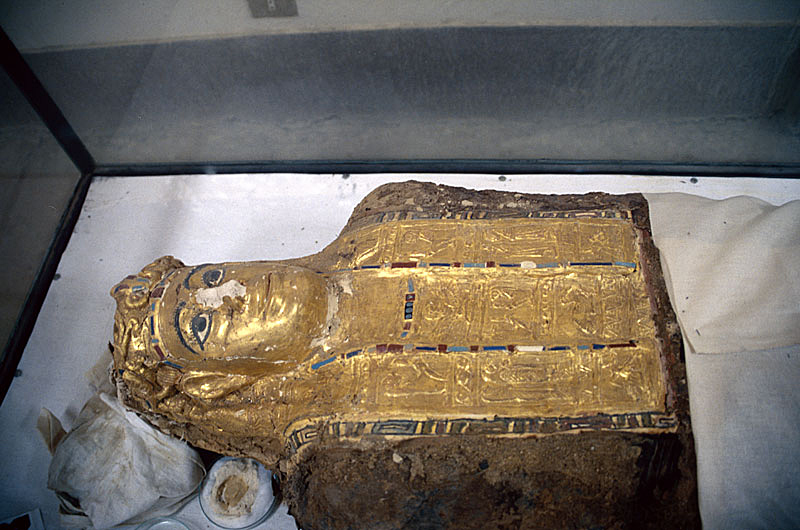
Momie trouvée dans la vallée des momies dorées, maintenant au musée el-Bawiti, el-Bahriya, désert libyen, Égypte.

Des artefacts avaient été enterrés avec chaque momie. Quelques exemples incluent des bracelets de bijoux, des poteries de plateaux alimentaires, des bocaux à vin et des pièces de monnaie ptolémaïques. Les momies trouvées dans les tombes de l'oasis de Bahariya pendant la période romaine montrent que les gens de cette période étaient riches. En effet, ils pouvaient se permettre d'acheter la dorure et le cartonnage représentant de belles scènes. Chaque momie est différente avec les différents styles et artefacts représentant chaque individu. Zahi Hawass note « il semblerait que les ateliers étaient partout et que les artisans étaient l'une des principales professions de Baharyia » pendant cette période.  
La population égyptienne pendant la période romaine était d'environ 7 millions d'habitants[réf. nécessaire]. Par conséquent, Hawass pensait qu'environ 30 000 personnes habitaient Baharyia. La production de vin à partir de dattes et de raisins était la principale industrie de Bahariya, contribuant à la richesse de son peuple.

## Momification
La momification au cours de la période a culminé. Hawass déclare que « le point important concernant la momification est qu'ils ont commencé à mettre des bâtons en roseaux sur les côtés droit et gauche de la momie pour couvrir la momie de lin. Cette méthode a rendu la momie très stable et peut durer plus longtemps que les momies de la période pharaonique ». La préparation des momies a commencé dans un atelier appelé « wabt ». Le dieu Anubis était censé surveiller tout le processus. Selon les croyances religieuses égyptiennes, le cœur de ceux qui sont décédés a été placé sur une balance. La plume de la déesse de la vérité, Maât était placée de l'autre côté de la balance en face du cœur. Si la plume et le cœur ne s'équilibraient pas sur l'échelle, il y aurait le énorme monstre Ammout, qui dévorait l'âme impure du défunt. Si l'échelle était équilibrée, le dieu Horus emmènerait le défunt à la rencontre du dieu Osiris, de la déesse Isis aide la déesse Nephtys. Ceux qui sont décédés apprécieront la vie dans la terre ou le champ de paradis des Égyptiens.